# 浜松未来総合専門学校
浜松未来総合専門学校（はままつみらいそうごうせんもんがっこう）は、静岡県浜松市中央区中央三丁目に存在する静岡理工科大学系列の専門学校。2021年4月より浜松情報専門学校（はままつじょうほうせんもんがっこう）と専門学校浜松デザインカレッジが統合して成立した。

## 所在地
- 〒430-0929 静岡県浜松市中央区中央三丁目10番31号

## 沿革
- 1985年 - 浜松情報専門学校を開校（当初の所在地は浜松市曵馬6丁目13-10）。コンピュータ科・オフィスオートメーション科・エレクトロニクス科・メカトロニクス科を開設。
- 2005年 - 曳馬から現在の場所に移転。なおその後曳馬の跡地は高層マンション「サーパス曳馬」となっている。
- 2008年 - キャリアライセンス専攻科（1年制）を開設。
- 2010年 - こども医療保育科（3年制）を新設。
- 2011年 - 学科再編成により、8学科を設置。
- 2021年 - 浜松情報専門学校と専門学校浜松デザインカレッジが統合し浜松未来総合専門学校となる。

## 学科
- コンピュータ科
- セキュリティネットワーク科
- ゲームクリエイト科（3年制）
- CAD科
- ビジネスライセンス科
- 医療事務科
- こども保育科（3年制）
- 国際IT・ビジネス科（3年制）